# Kickoff meeting
Kickoff meeting (tłum. dosł.: spotkanie inaugurujące projekt, spotkanie startowe) – pierwsze wspólne spotkanie członków zespołu wraz z klientem, które ma na celu zebranie wszystkich kluczowych informacji związanych z projektem. W trakcie trwania kick-off meetingu poruszone zostają kwestie zasadnicze, takie jak założenia projektu, cele czy tło powstania. W zależności od typu projektu na spotkaniu startowym obecni są: product managerowie, projektanci, deweloperzy, dydaktycy medialni, graficy oraz osoby reprezentujące klienta. Ważnym elementem kick-offu jest również poznanie wszystkich członków zespołu projektowego oraz wzbudzenie pozytywnej atmosfery, motywującej do dalszych działań.
W trakcie kick-offu często padają pytania dotyczące ról poszczególnych członków zespołu, zakresu realizowanego projektu, grupy docelowej, narzędzi pracy, sposobów komunikacji, czy materiałów. Ważną częścią kick-offu jest również dyskusja.